# Žindava evropská
Žindava evropská (Sanicula europaea) je léčivá vytrvalá bylina z čeledi miříkovité. Roste v Evropě, Kavkaze, Íránu, na západní Sibiři, v severní Africe, v Malé Asii a v Sýrii. V Česku roste pahorkatinách a podhorských oblastech.

## Popis

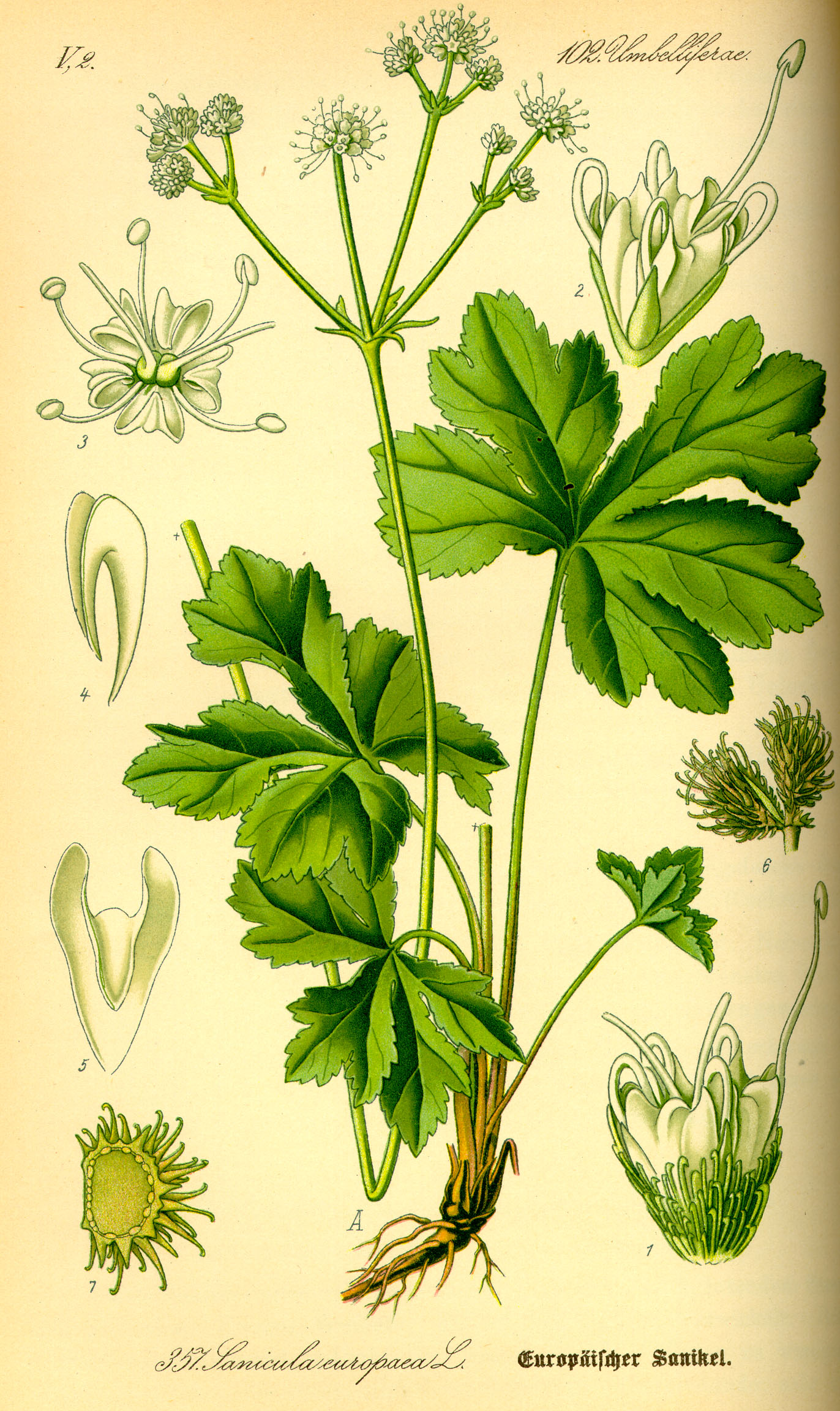
Žindava evropská (Sanicula europaea)

Žindava evropská dorůstá až do výšky 60 cm. Listy jsou ozubené. Květy jsou velmi malé a jsou bílé až načervenalé. Plody jsou kulaté se zbytkem kalichu na vrcholu.
Roste převážně ve stínu, zejména v bučinách a v hornatých polohách. Kvete od května do července.

## Léčivé účinky
Pro léčivé účinky se sbírají listy (folium saniculae) nebo celá nať (herba saniculae). Někdy se sbírá i kořen. Droga obsahuje saponiny, hodně tříslovin, hořčin a éterický olej, proto má svíravé účinky. V minulosti byla oficiálním prostředkem proti krvácení. V lidovém léčitelství se používá k léčení těžko se hojících ran.